# 2011년 이집트 혁명

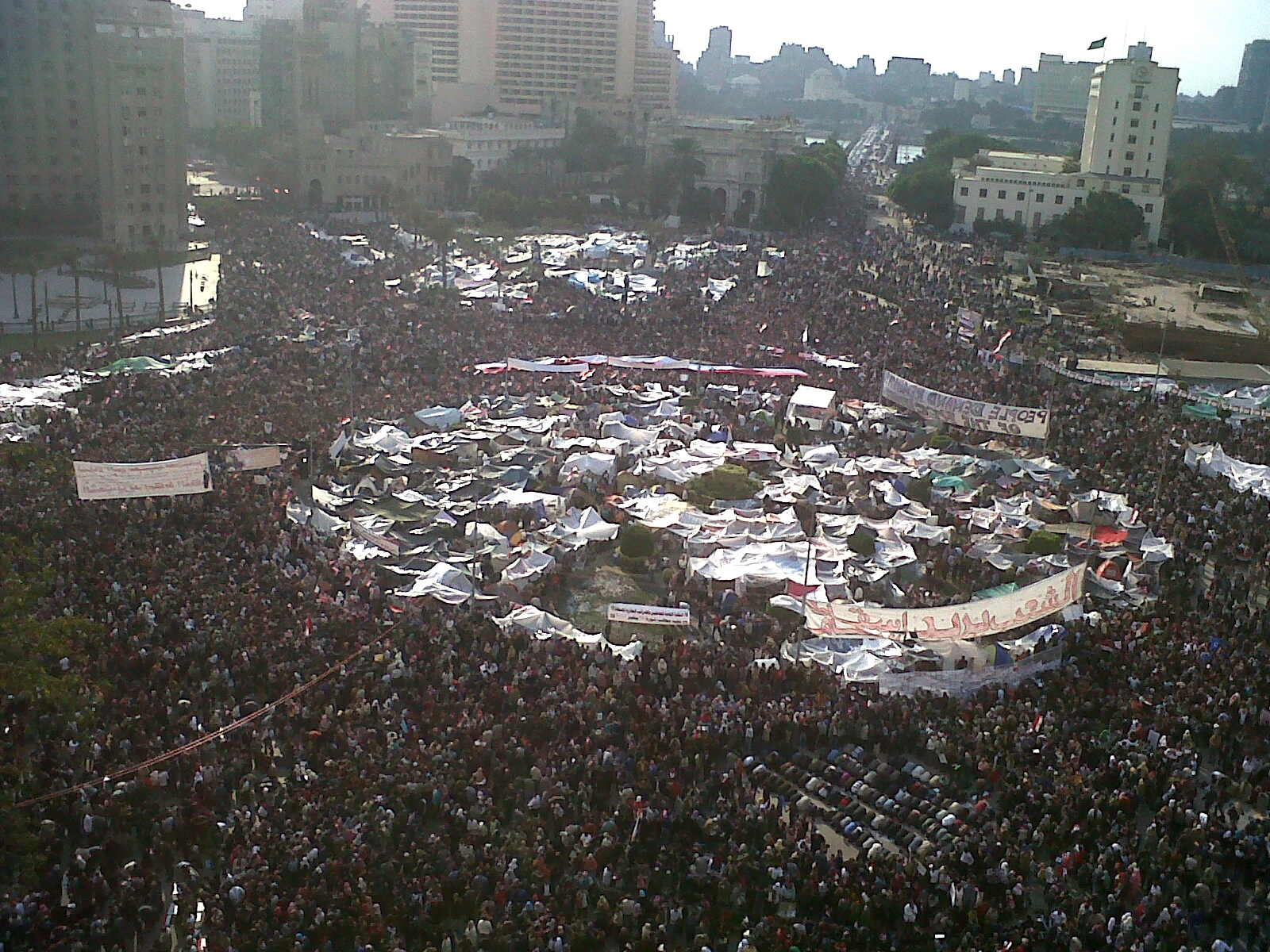
2011년 2월 8일의 타흐리르 광장

2011년 이집트 혁명(이집트 아랍어: ثورة مصر سنة 2011)은 2011년 1월 25일부터 2월 11일까지 진행되었던 이집트의 장기 집권 대통령인 호스니 무바라크의 퇴진을 요구하며 벌어진 반독재 정부 시위를 말한다. 튀니지의 재스민 혁명의 영향을 받았다. 현재까지 최소 시위자 135명, 경찰 12명, 탈옥한 12명, 감옥 서장 1명이 사망, 최소 750명의 경찰과 4,000명의 시위자가 부상, 최소 1000명이 구속당했으며, 무바라크는 1월 29일 내각을 해산하겠다고 발표했다. 시위의 결과로, 2월 11일 호스니 무바라크 대통령은 군부에 권력을 이양하고 대통령직에서 물러났다.

## 배경
안와르 사다트 대통령이 암살당한 1981년 이래로 호스니 무바라크가 권력을 이어 이집트 역사상 최장 기간을 대통령에 재임하고 있었다. 그리고 호스니 무바라크와 국가 민주주의당(NDP) 정부가 비상사태법으로 필요 이상으로 엄격하게 지배하고 있었다.

### 비상사태 법
제3차 중동 전쟁이후로 비상사태 법(법률 제 1958, 162번)이 제정되고 1980대 초 18개월 동안은 보류되었으나, 1981년 안와르 사다트의 암살 이후로 다시 효력을 발휘하고 있다. 이 법 아래에 경찰의 권력이 확장되고 시민들은 헌법상의 권리를 침해받았다. 또한 검열마저 합법화되었다. 정부는 이유없이 무기한으로 개인을 감옥에 수감되게 할 수 있게 됐고, 이 법은 거리 시위자, 승인되지 않은 정치 단체, 등록되지 않은 재정적인 모금을 포함한 모든 반정부 단체의 활동에 적용됐다. 무바라크 정부가 테러리즘을 이유로 비상사태 법을 확장해 나가자, 무슬림 형제단 등의 반정부 단체가 이에 반발했다. 민주주의 지지자들은 공정한 재판을 받을 권리와 시민들이 원하는 정당이나 후보자들에게 투표할 권리를 포함한 민주주의 법칙에 위배되는 일이라고 주장했다. 인권 단체는 2010년에 기소나 재판 없이 장기 수감된 사람들이 5,000명에서 10,000명에 달한다고 집계했고 1990년대에 수감된 사람들은 20,000명이 넘는다고 집계했다. 엄격한 보안 조치에도 불구하고, 콥트인들과 이집트인들은 이집트 정부의 태만을 크게 비판했다. 새해에 알렉산드리아 교회에서 23명의 콥트 기독교인들을 죽인 2011년 알렉산드리아 폭탄 테러가 가자지구의 이슬람 군대가 용의자로 지목된 것에 대한 보안 유지에 실패하고, 이에 수많은 그리스도인들이 거리 시위에 참여했고, 이슬람 교도들도 시위에 합류했다. 경찰과의 충돌이 있고 나서 알렉산드리아와 카이로의 시위자들은 무바라크의 통치를 규탄하기 시작했다.

### 경찰의 폭력
2009년 유출된 미국 대사관의 전보는 일반적이고 만연하게 행해지고 있는 고문까지 포함한 경찰의 만행을 설명했다. 그리고 정부는 정치적 의지로 이에 대해 부족하게 대응했다. 이집트 인권 단체는 1993년부터 2007년까지 경찰에 의해 이루어진 567건의 고문을 문서화했는데, 그 중에는 167건의 사망도 포함되어 있었다. 2010년 6월 6일 알렉산드리아 시디 가베르 (Sidi Gaber)의 분쟁 상황에서 Khaled Mohamed Saeed가 사망했는데 여러 목격자들은 그가 경찰의 구타에 의해 죽음까지 갔다고 증언하기도 했다. 활동가들은 '우리는 모두 Khaled Said' 입니다 라는 페이스북 페이지를 만들어 전국적인 관심을 이끄는데 성공했다. 국제 원자력 기구 전 사무총장 모하메드 엘바라데이는 알렉산드리아에서 경찰의 병폐에 대항하는 집회를 열고 Saeed의 가족을 방문해 애도의 뜻을 표했다.

### 부패
권력을 확장하고 대통령직을 연장하려는 제도적 시스템을 마련하려던 무바라크 정부의 내무부 장관의 정치적 부패가 드러났다. 이것은 활동가들을 재판 없이 감옥에 집어넣거나 문서화되지 않은 불법 수용 시설을 만들고 그들의 정치적 성향에 따라 대학, 사원, 언론사 직원을 관리하는데 한몫을 했다. 또 2010년 12월에 있었던 의원 선거는 언론 검열, 체포, 후보자 등록 제한 (무슬림 형제단에게만), 거의 만장일치로의 의회 집권당 승리와 관련된 부정 행위 의혹과 함께 진행되었다. 2010년에는 국제투명성기구의 부패 인식 지수 조사에서 사업가들과 국가 분석가들로부터 CPI 지수 3.1로 평가받았다. (10점이 제일 청렴, 0점이 제일 부패한 것)

## 시위

### 경과

#### 1월 25일 - 분노의 날

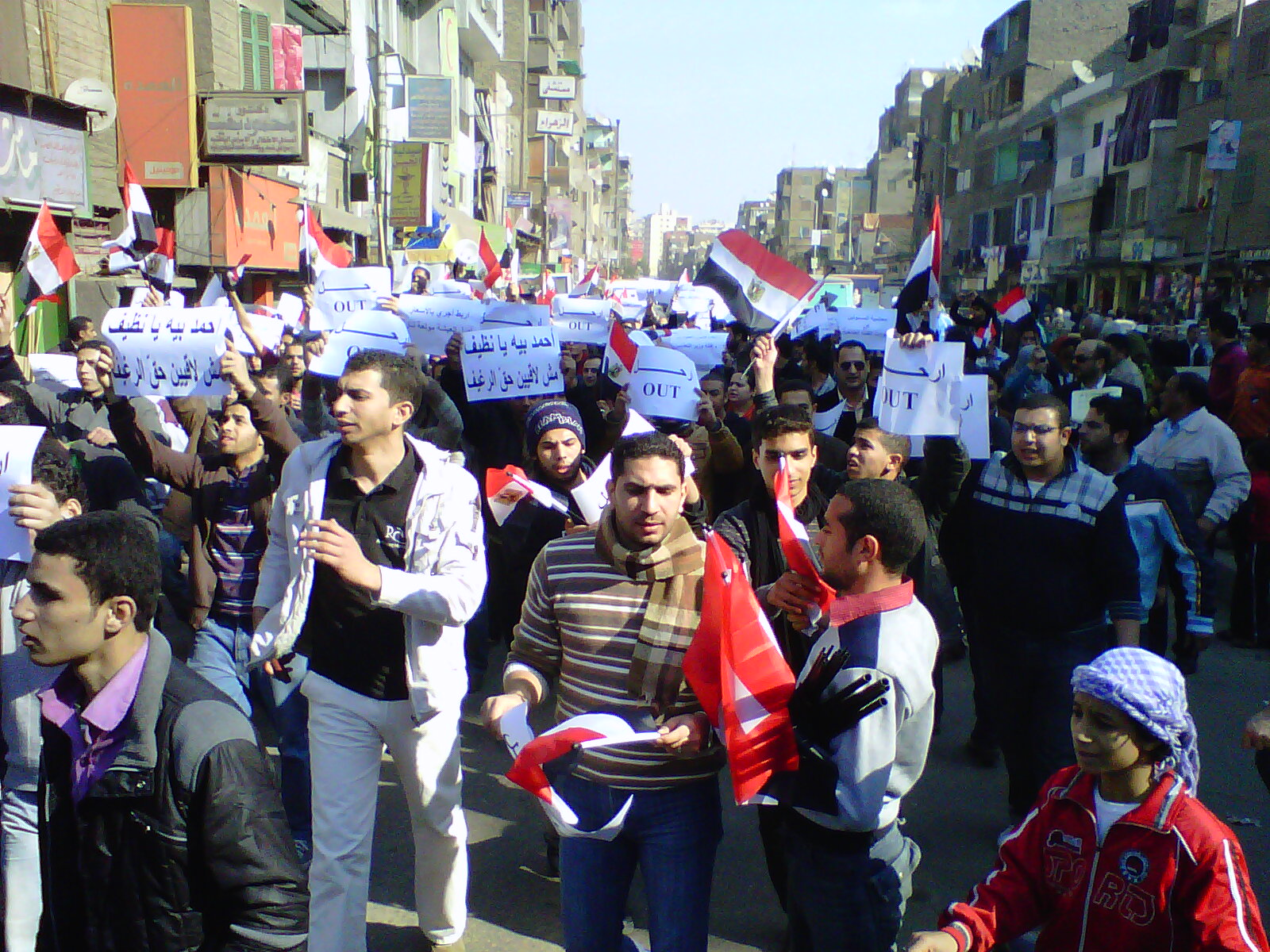
1월 25일 시민들이 시위하고있다. 시위자들은 곧 주요 시위가 열리는 타흐리르 광장으로 이동했다.

2011년 1월 25일, 분노의 날(아랍어: يوم الغضب,)이나 반란의 날로 알려져있는 날이다. 카이로, 알렉산드리아, 수에즈와 이스마일파 등의 도시에서 시위가 일어났다. 수천명이 카이로에서 시위를 하고, 15,000명이 타흐리르 광장을 점령했다. 알렉산드리아에서는 여러 장소에서 20,000명이 시위했다. 서부 도시 아스완에서는 200 시위대가, 동부 도시 이스마일파에서는 2000 시위대가 시위했다.

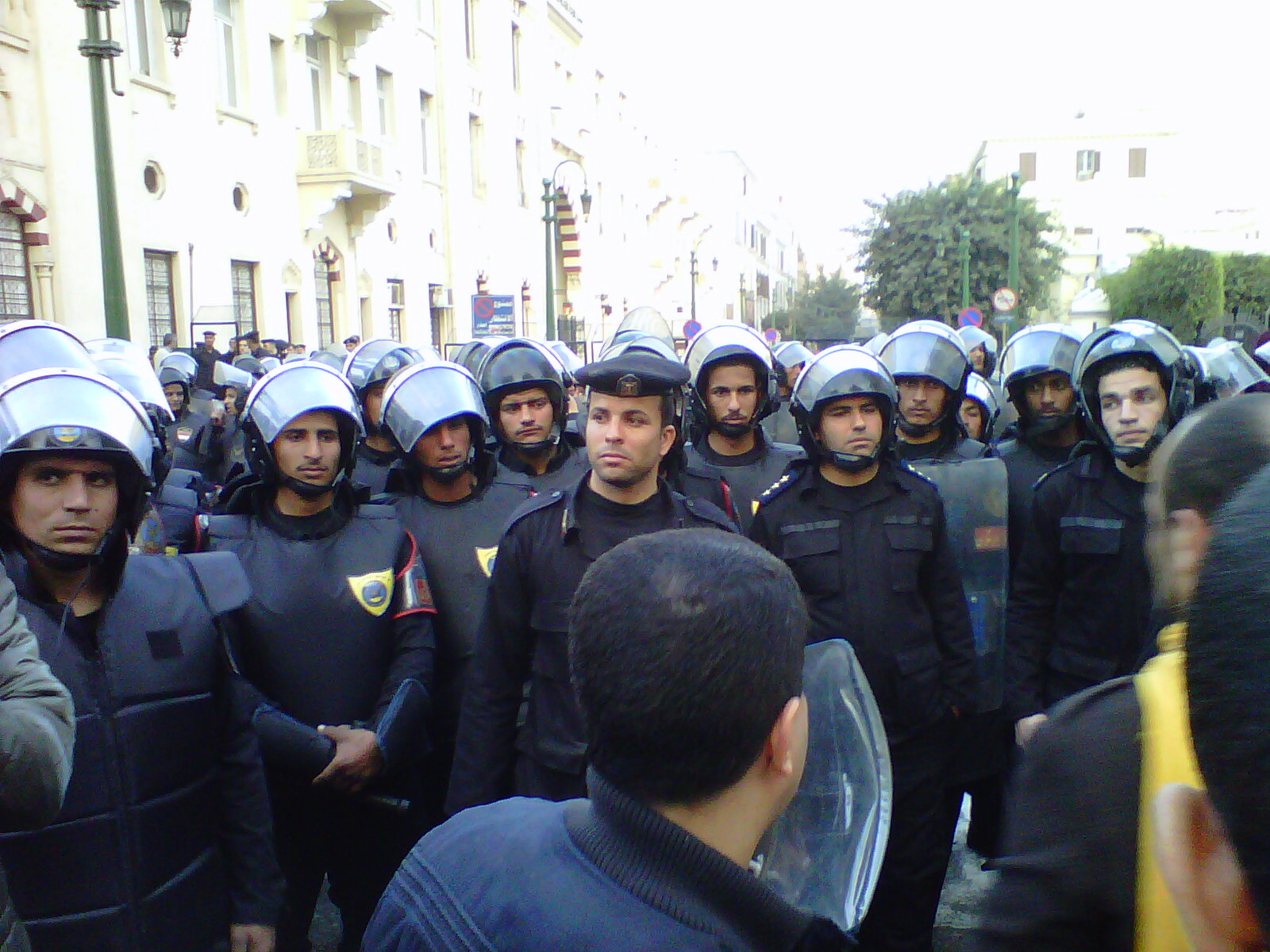
경찰 기동대가 1월 25일 시위에 배치됐다.

#### 1월 26일
아직까지 정확한 집계는 없지만 수천명으로 예상되는 시위자들의 폭동이 계속된다.

#### 1월 27일
이 날에는 금요일에 있을 큰 시위의 준비 때문에 큰 규모의 집회는 없었다. 무슬림 형제단은 시위자들에게 전적인 지원을 부탁했고 회원들은 금요일에 있을 시위를 계획했다. 개혁가들과 모하메드 엘바라데이는 금요일 시위에 참여할 것을 약속하고, 무바라크가 도시를 떠났을시 필요하다면 전환 기간 동안 임시 대통령직을 맡겠다고 했다.

#### 1월 28일 - 분노의 금요일

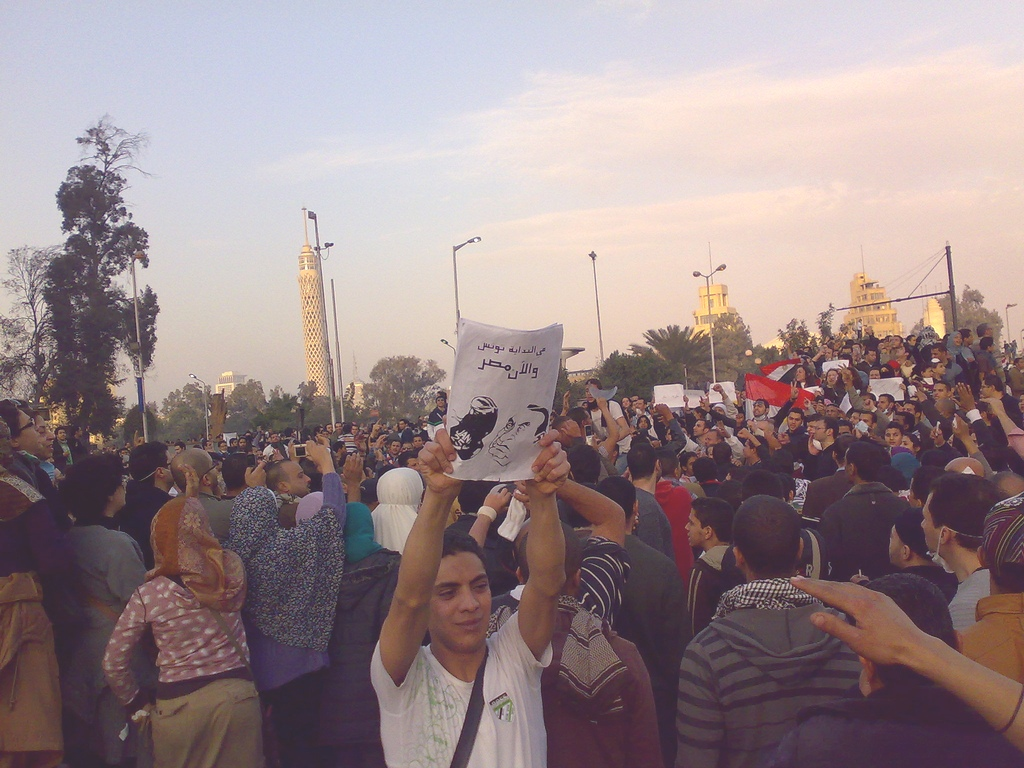
28일 카이로에서 시위가 열리고있다.

수천 명이 이집트의 거리를 채웠고, 이 날은 분노의 금요일(아랍어: جمعة الغضب)나 격노의 날로 불린다. 현지시간으로 오전 1시 직전에 대규모 정권 퇴진 시위가 예상되자 이집트 정부는 인터넷 서비스를 중단시켰다. 하지만 몇몇 사람들은 대체 수단을 통해 통신을 할 수 있었다. 이집트의 입법 당국에 따라 이동 통신사들은 명령을 준수해야할 의무가 있었기 때문에 이집트의 모든 이동 통신사는 지시를 받아 정해진 지역의 이동 통신 서비스를 중지시켰다. 금요일 기도가 끝나자 수만명의 이집트인들이 시위를 시작했고 한 시간도 채 안 되어 수백만 명으로 늘었다. 잠재적인 대통령 후보인 모하메드 엘바라데이는 카이로로 돌아와 시위에 합류할 의사를 밝혔다. 28일 시위로 그는 자택 감금에 처했지만 본인은 모르고 있었다고 알자지라가 보도했다. 경찰은 카이로, 알렉산드리아 등 이집트 곳곳의 시위대들에게 최루 가스, 고무 총알, 물대포를 쐈으며 수에즈의 수천명이 경찰서를 점거해 체포된 시위자들을 풀어줬고, 포트사이드에서는 수만명의 사람들이 정부 건물을 점거했다. 수에즈에서는 경찰이 총을 발포해 시위 참가자 최소 1명이 사망했다. 또한 정부는 오후 6시부터 오전 7시까지 통행 금지령을 내렸지만 시위자들은 무시했고 경찰과 충돌했다. 저녁이 되자 시위자들은 카이로의 국민 민주당 본건물에 불을 질렀고 시위자들은 저녁 기도를 위해 잠시 멈췄지만 경찰은 계속 최루 가스를 살포했다. 이집트 정부는 카이로, 알렉산드리아, 수에즈에 경찰을 보조하기 위한 군대를 배치했다. 알자지라는 수에즈에서 군대가 시위자들과의 공개적인 대립을 피하려고 한다는 소식을 보도했고 같은 사례가 알렉산드리아에서도 보도됐다. 또 시위자들은 기자의 l-Istiqama 사원에서도 모였다.

#### 1월 29일
카이로에서는 28일 밤부터 29일까지 조용했고, 약탈이 비교적 적어졌다. 여러 광범위한 집회들이 계속됐고 시위자들은 "무바라크는 물러나라"라는 구호를 외쳤다. "군대도 똑같다"라는 구호도 들려왔다.. 현지시간으로 오후 2시에 이르자 타흐리르 광장에는 약 50,000명, 카프르 옐 셰이크 (Kafr-al-Sheikh)에는 10,000명이 모였다. 그리고 알자지라 영어 채널에 의하면 이집트 곳곳에서 추가적인 시위가 열렸다. 카이로, 알렉산드리아, 수에즈의 군대는 16:00부터 8:00까지 통행 금지령을 내렸지만 전날 경찰이 18:00 에 내린 통행 금지령은 전혀 효과가 없었다. 또한 시위자들은 내무부 앞에서도 모였으며 그 중 내무부를 기습하려던 3명은 경찰에 의해 살해당했다.

#### 2월 1일
반정부 단체의 지도자들은 시위자들과 함께 백만의 행진(아랍어 : مسيرة مليون)에 참여해 카이로의 타흐리르 광장에서부터 헬리오폴리스의 대통령궁까지 행진했다. BBC는 타흐리르 광장의 시위자들의 수를 예측하기 힘들다고 보도했고, 광장의 최대 수용량인 대략 100,000명에서 250,000명 정도 될 것으로 예측했다. 알자지라에 의하면 오후까지 백만명이 넘는 시위자들이 카이로 중심부에 모였고, 시간이 지나면서 나중에는 2백만명까지 모였다고 한다. 알렉산드리아에서는 수천만명이, 시나이에서는 250,000명이 시위에 참여했다.
"백만의 행진"이라는 이름은 백만명의 목소리를 목표로 페이스북에서 시작되었다.
나비 필라이 유엔인권고등판무관은 폭력에 의한 300명의 죽음과 3,000명의 부상이 보고되었다고 발표했지만 이 수는 확인되지 않은 보고도 포함한 것이다. 한편 은행이 전부 문을 닫아 현금을 인출하거나 음식을 사기가 힘들어졌고, 돈이 있다고 해도 소비자가 몰려 그나마 적은 열린 가게들에서도 가격이 천정부지로 치솟고 있다. 늦은 오후 무바라크 대통령은 다음 대선에 출마하지 않을 것이라고 선언했다. 하지만 다음 대선이 있는 2011년 9월까지는 대통령직을 지킬 것이며, 정치 개혁을 이룰 것이라고 약속했다. 하지만 타흐리르 광장의 시위자들은 계속 무바라크의 대통령직 하야를 요구했다. 보고된 바에 의하면 무바라크의 선언은 버락 오바마가 보낸 특사 프랭흐 G. 위즈너가 미국은 이제 무바라크의 정권은 끝났다고 보고, 세습 체계에서 진짜 민주주의로의 전환을 준비하라는 입장을 전한 것과 관련이 있다고 한다.

#### 2월 2일
현지시간으로 정오에 이집트의 인터넷 접속이 부분적으로 회복되기 시작했으며 통행 금지령도 완화되었다. 호스니 무바락 대통령의 차기 대권 불출마 선언에도 불구하고 시위대는 즉시 대통령직에서 하야할 것을 요구하며 시위 강도를 높이고 있으며 2월2일 새벽 대통령 대국민 Tv담화 직후 알렉산드리아 및 카이로의 타흐리르 광장에서 다수의 시위대와 무바락 옹호세력간의 충돌이 점차 증가하고 있는 상태이며 부상자가 속출하고 있다. 카이로 중심가 및 외국인, 대사관 인원들의 밀집지역인 마아디(Maadi) 지역에는 이미 경찰들이 복귀하여 치안안정화를 시도하고 있으나 대부분의 카이로 지역 및 헬완과 같은 외곽지역은 잦은 총성을 들을 수 있으며 단지 지역 젊은이들을 중심으로 한 지역자치방범대들이 자신의 가족들과 자산을 지키기 위해 사흘째 철야하고 있는 상황이다. 2월2일 오후 3시 현재 카이로 타흐리르 광장을 중심으로 시위군중들이 더욱 빠른 속도로 증가하고 있으며 차량통행 제한으로 인해 이동이 자유롭지 못한 상황에서 시위대 일부는 낙타, 당나귀,말 등을 타고 시위대에 합류하는 상황도 포착되고 있다. 정부측 관영 TV채널은 6th of October Bridge의 한산한 모습만을 방영하며 일반 국민들에게 시위의 심각성을 숨기는데 노력하고 있으나 이미 국민들 사이에는 알자리라 및 BBC world등 Global 방송사들의 실시간 방송을 통해 늘어가는 시위대들의 활동 현황을 공유하고 있는 상황이다. 30년간의 독재와 경제정책 실패, 30%에 육박하는 실업과 공공기관의 부패, 이슬람 형제단 등 반대파에 대한 살인과 정치제제 등은 대다수 서민층 국민들의 분노를 높여 더 큰 시위의 파고를 통해 더 많은 국민들의 동참을 이끌고 있다.

#### 2월 3일
이집트 보건부 장관(Ahmed Samih Farid)은 전날동안 5명이 사망했고 836명이 부상당했다고 밝혔다-대부분 던진 돌이나 쇠봉, 쇠막대에 맞아서 그렇게 됐다. 나중에 타흐리르 광장에서 다친 위독상태의 9명을 포함해서 8명 사망, 890명 부상으로 다시 발표했다. 이집트 박물관 앞에서 돌과 가솔린 폭탄이 날라다니는 등 교착상태가 일어나고있다.

#### 2월 4일 - 작별의 금요일
"분노의 날"과 "분노의 금요일"을 계획한 사람들이 사람들에게 2월 4일 헬리오폴리스 대통령궁 앞에서의 시위에 참여해줄것을 요청했다. 이 시위는 "작별의 금요일"이라고 불린다. (아랍어: جمعة الرحيل gumʿat ar-raḥīl) 그들은 무바라크 대통령에게 2월 4일까지 즉시 권력을 내려놓고 대통령직을 하야하라고 요구했다. 2월 3~4일 동안 카이로의 도로에는 탱크가 배치됐고 시위자들은 밤동안 타흐리르 광장에서 머물렀다. 무바라크 옹호자들도 활동했다. 수십만 명이 금요일 기도에 참여하기 위해 타흐리르 광장에 모였다. 시위는 금요일 기도 이후에 이루어질 예정이며, 알자지라는 지금까지 모인 사람의 수가 백만명이 넘을 것이라고 집계했다.

### 주요 도시

#### 수에즈
수에즈는 지금까지 가장 폭력적인 모습을 보여준 도시이다. 목격자들은 지역 언론들이 추방당해서 그 수를 확인하기가 힘들지만 사망자의 수가 지금의 예측보다 더 높을 것이라고 했다. 몇몇 온라인 활동가들은 수에즈를 이집트의 시디 부지드 (튀니지 반정부 시위가 시작된 도시) 로 부른다.

#### 카이로
카이로는 수많은 위기의 중심지이다. 대부분의 시위는 타흐리르 광장에서 열렸고, 시위 첫 3일까지 중앙 경찰들과 충돌이 있었다. 하지만 1월 28일 카이로의 대부분의 경찰 병력들은 물러갔다. 광범위한 약탈이 보고되자 시민들은 자치방범대를 형성했다.. 카이로의 경찰은 1월 31일 아침 다시 모습을 보였다.

#### 알렉산드리아
칼레드 모하메드 사이드가 태어난 도시인 알렉산드리아에서는 많은 주요 시위가 열렸고 경찰과의 충돌이 있었다. 알렉산드리아에서 있었던 시위는 비종교적이었다; 1월 28일에는 더 종교적인 색을 띄게 되었다.

#### 샤름알셰이크
샤름알셰이크에서는 경찰과의 충돌 없이 자유롭고 평화로운 시위가 열렸다.

## 사상자

### 체포
활동가들은 1월 25일 시위에 참가한 시위자들이 체포된 숫자를 보고했다. Gamal Eid와 아랍 인권 네트워크 (ANHRI)는 아시우트 주에서는 25명이 체포됐다고 발표했다. 또한 그들은 보안 요원들이 시위자들이 들고 있던 현수막을 몰수해갔다고 발표했다. 관계 정보통은 1월 25일 시위가 있던 밤 직전에 아수이트 주의 경찰이 50명에 달하는 청년들을 체포해서 중앙 경찰 트럭에 가뒀다고 말했다. 또한 화요일 시위에서 860명이 체포됐을것으로 예상된다.

### 사망자
시위에 이르기까지, 카이로 시내에서 분신 자살을 하려고 한 사람을 포함한 최소 6건의 자기 희생이 보고되었다. 1월 28일 폭력에 의한 희생이 54명, 1,000명의 부상으로 확산되었다. 1월 29일로 최소 102명에서 105명에 이르는 사람들이 죽었고, 사망자의 대부분은 총상으로 죽었다. 사망자에는 경찰 10명과 라파에에서 죽은 3명도 포함되어있다. 29일로서 2,000명이 부상당했다. 또한 병원들과 관계 정보통에 따르면 30일이 넘으면서 시위가 시작했을 때부터 최소 102명이 살해당했고, 2,000명이 부상당했다고 한다. 2월 1일로는 폭동으로 인해 최소 125명이 사망했다.
2011년 2월 5일 11명이 사망하고 최소 5000명이 부상했다고 이집트 보건 장관은 발표했다.

### 외국인의 죽음
1월 29일 이집트 아제르바이잔 대사관의 직원이 카이로에서 집으로 돌아가던 중에 죽음을 당했다. 다음날 아제르바이잔의 대통령 일함 알리예프가 시민들을 대피시키기 위한 전용기를 보냈다. 아제르바이잔 검찰은 대사관 직원의 죽음에 대한 범죄 수사에 돌입했다.

### 이집트 내 반응

#### 미디어 검열과 계략
시위 첫날, 이집트 정부는 대부분의 이집트 방송국을 검열했고, 시위자들에게 일어나고 있는 일들을 퍼뜨리는데 도움을 준 소셜 미디어 웹사이트를 차단 조치를 했다.
1월 27일, 트위터에 외국 기자와 이집트인들에게서 이집트 내의 SMS와 블랙베리 메시지 서비스가 차단당했다는 소식이 전해졌다. 트위터와 페이스북도 간헐적으로 차단됐다. 현지시간으로 1월 27일에서 28일로 넘어가는 밤에 이집트 정부는 인터넷 접속을 전면 차단하는 전례 없는 행위를 실행했다. 사실상 전세계적으로 이집트의 인터넷 주소들은 접속 불가상태였다. 이집트인들은 전세계의 핵티비스트들의 도움을 받아 토르(Tor, 익명 IP 네트워크) 프록시, 스마트폰 테더링, 지상선을 통한 전화 접속 모뎀 등 다양한 방법으로 차단을 우회해 인터넷, 팩스, 대학이나 대사관, 심지어 아마추어 무선까지 동원하여 국제적 통신을 시도했다. 이집트의 마지막으로 서비스가 제공되던 인터넷 서비스 제공자인 누르 데이터 통신(Noor Data Networks)마저 끊기면서 완전히 오프라인 상태가 되었다. 이 일로 인터넷 활동가 단체 텔레코믹스는 이집트의 인터넷 접근성에 대한 평가를 조선민주주의인민공화국과 미얀마와 같은 등급을 매겼다.

## 결과
호스니 무바라크 대통령은 민주화 운동 이후 18일 뒤 퇴진을 선언했고 11일 저녁, 결국 사임하였다. 술레이만 부통령은 이날 국영TV를 통해 공식적으로 "무바라크 대통령이 이집트 공화국 대통령직을 떠나기로 결심했다" 고 말했으며, 이후의 국가 운영은 군 최고위원회에서 맡게 된다. 30년 가까이 정권을 유지한 독재자가 국민들의 손에 의해 드디어 법의 심판대에 서게 되었다.